# Gregor Wenning
Gregor Karl Wenning  (Horstmar, 21 de março de 1964 – 11 de fevereiro de 2024) foi um neurologista alemão mais conhecido pelo seu trabalho clínico e científico na doença de Parkinson e Parkinsonismos atípicos (Parkinsonismo), mais particularmente na Atrofia de múltiplos sistemas (MSA). Em 2006, foi nomeado Professor e Chefe da Divisão de Neurobiologia Clínica na Universidade de Medicina de Innsbruck, Áustria.

## Infância, juventude e formação académica

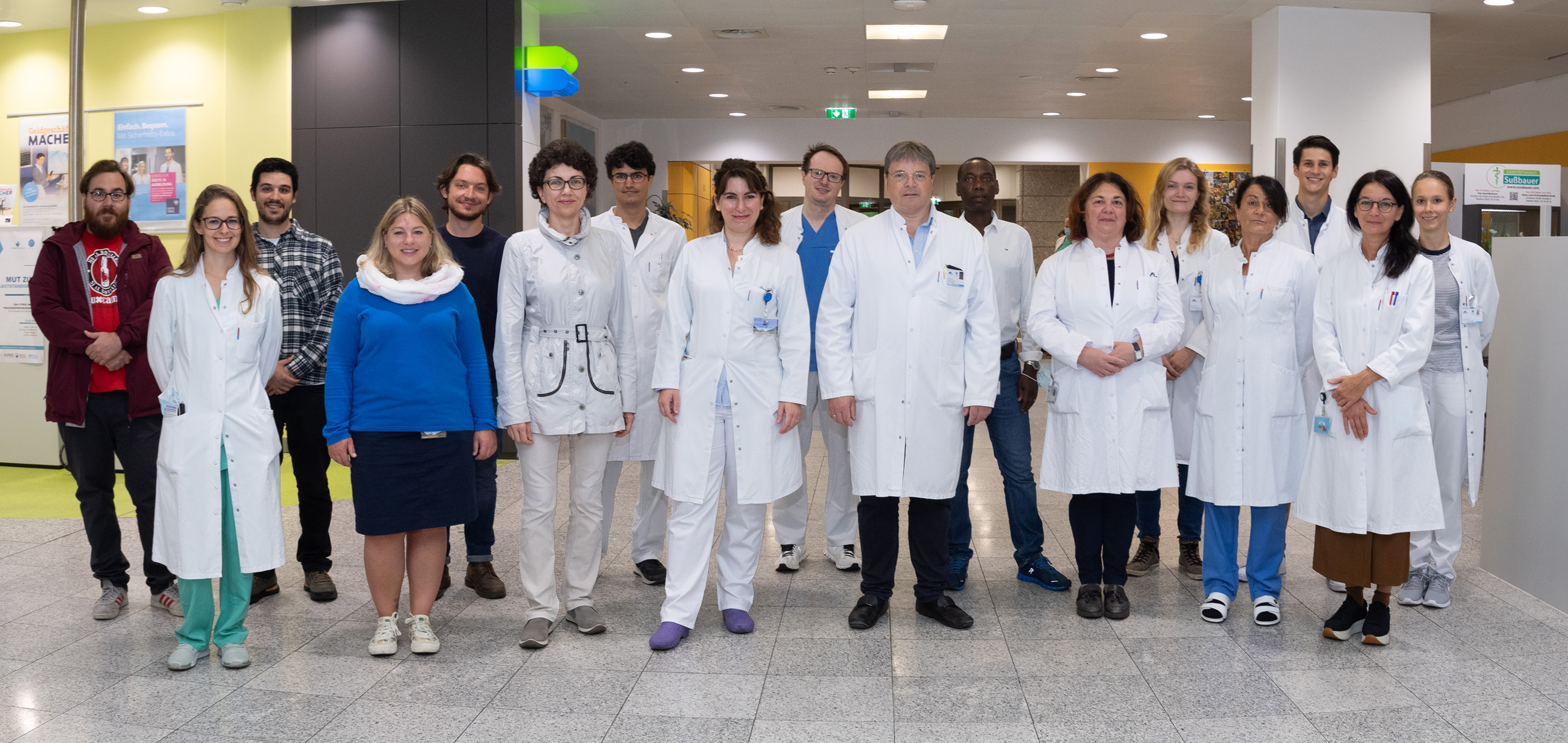
Divisão de Neurobiologia da Universidade de Medicina de Innsbruck

Gregor K. Wenning nasceu a 21 de Março de 1964, filho de Karl-Heinz Wenning, professor numa escola, e Elisabeth Wenning (Terwort como nome de batismo), que trabalhava em secretariado. Um dos seus irmãos é o músico e compositor da igreja alemã Martin Wenning.
Após completar o ensino secundário, estudou medicina (1983-1990) na Universidade de Wilhelms, em Muenster (Horstmar, Westfalia), com uma bolsa da Fundação de Estudos do Povo Alemão. Concluiu os seus estudos em 1991, a sua tese foi sobre a degeneração do sistema motor e defendeu o seu doutoramento com Honra e Dinstinção - Cum laude. 
De 1992 a 1994, obteve uma bolsa de investigação pela UK Parkinson's Disease Society e iniciou o seu Doutoramento no Instuto de Neurologia (Queen Square) em Londres, onde realizou trabalhos sobre os aspetos experimentais, clínicos e neuropatológicos da doença de atrofia de múltiplos sistemas (MSA). Em Janeiro de 1996, concluiu o doutoramento na universidade de Londres, obtendo o título de Doutor em Filosofia (PhD). O título da sua tese foi "Um estudo clínico-patológico e experimental animal de atrofia de múltiplos sistemas". 
Entre 1997 e 1999, completou a sua formação para se tornar especialista em neurologia e psiquiatria na Universidade de Innsbruck. Posteriormente, estabeleceu um programa de sucesso internacional na investigação em MSA no Departamento de Neurologia em Innsbruck. Em 1999, foi nomeado professor associado de neurologia na Universidade de Medicina de Innsbruck . Em 2006, foi nomeado Professor de Neurobiologia Clínica e Presidente da Divisão de Neurobiologia no Departamento de Neurologia, da Universidade de Medicina de Innsbruck. Em 2007, foi-lhe atribuído o título de MSc "Master of Health Economics" pela Universidade Privada de Serviços de Saúde, Informática e Tecnologia Médica (UMIT), Hall in Tirol. Em 2018, Dr. Wenning foi nomeado diretor do Centro de Disautonomia da Universidade de Medicina de Innsbruck.

## Trabalho

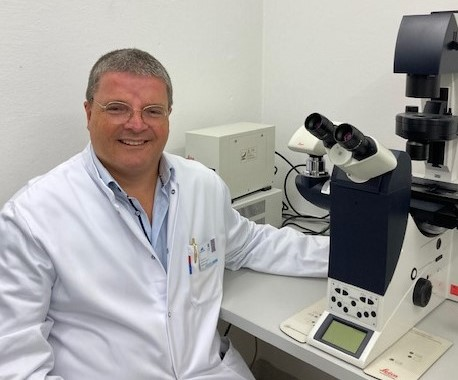
Dr. Wenning no seu laboratório em 2021

O foco científico do trabalho de Dr. Wenning centra-se na investigação de síndromes de Parkinsonismo atípicos, particularmente na MSA, onde realiza estudos clinico-patológicos e terapêuticos. Além de cuidar de doentes com síndromes de Parkinson e demência, as suas atividades clínicas incluem também o trabalho e tratamento de doenças do sistema nervoso autónomo. Para este efeito, foi criado no ano 2000 um dos primeiros laboratórios onde se pode realizar o teste de inclinação ortostática (teste de tilt), um procedimento médico para diagnosticar tonturas recorrentes, síndrome de taquicardia ortostática postural e outras disfunções do sistema nervoso autónomo. O seu trabalho contribuiu para superar as dificuldades no processo de diagnóstico entre doentes que sofriam da Doença de Parkinson e também de MSA. A distinção destas doenças torna-se bastante complicada devido à semelhança de alguns sintomas e foi-se tornando cada vez mais eficaz devido a técnicas de neuroimagiologia. Enquanto investigador, Dr. Wenning desenvolveu numerosos modelos experimentais para obter uma melhor compreensão dos mecanismos biológicos da MSA. O primeiro modelo animal transgénico, que combina fatores genéticos e lesões neurotóxicas semelhantes à forma como a doença se desenvolve nos seres humanos, gerou uma atenção internacional considerável. Como co-fundador e coordenador do Grupo Europeu de Estudos sobre a MSA, Dr. Wenning dirige um consórcio de 24 centros especializados na doença de MSA na Europa e Israel, com o principal objetivo de identificar marcadores de diagnóstico mais precisos para investigação terapeutica translacional. 
Desde 2012, Dr. Wenning dirige a primeira rede mundial de investigação dedicada exclusivamente à Atrofia de múltiplos sistemas. Em 2015 foi nomeado presidente da Fundação O bispo Dr. Karl Golser que promove a descorberta de novas terapias para a doença de Parkinson e Parkinsonismos atípicos. O primeiro prémio O Bispo Dr. Karl Golser foi atribuído ao Dr. Vikram Khurana (Escola de Medicina de Harvard) e ao Dr. Gabor Kovacs (Universidade de Toronto) em 2018, pelos seus descobrimentos históricos no âmbito das doenças neurodegenerativas. Em 2020, o Prof. Stanley Prusiner, prémio Nobel em 1997 pela descoberta do Prião, foi galadoardo com o prémio O Bispo Dr. Karl Golser, após caracterizar a natureza priónica da proteína Alfa-sinucleína, na patologia da MSA.

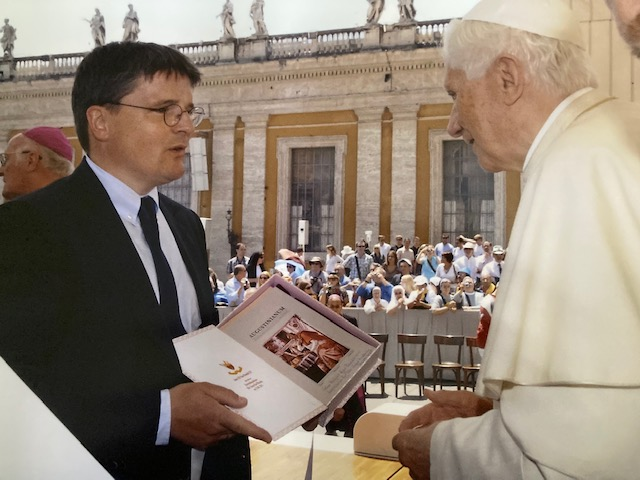
Prof. Wenning com o Papa Benedicto XVI em 2011

Em 2019, Dr. Wenning foi nomeado presidente do conselho científico da MSA Coalition dos Estados Unidos, a maior organição a nivel mundial sobre a MSA, que até à data já apoiou mais de 40 projetos de investigação.
Em 2019, Dr. Wenning foi nomeado membro do corpo docente da Universidade de Medicina de Innsbruck. Em Setembro de 2021, Dr. Wenning foi eleito mebro do conselho diretivo da MSA Coalition, que por sua vez dirige os assuntos médicos e científicos a nivel global.
Para além do seu trabalho médico e científico, Dr. Wenning também se tornou conhecido pelas suas obras e tratados filosóficos, principalmente sobre os ensinamentos do Santo Agostinho. Em Junho de 2011, foi recebido pelo Papa Papa Bento XVI, a quem apresentou uma estátua de Agostinho de Hipona do Tirol do Sul e três de suas obras sobre o Santo (Fotografia Felici).

## Morte
Wenning morreu no dia 11 de fevereiro de 2024, aos 59 anos.

## Prémios, bolsas de estudo e reconhecimentos
- Bolsa de Estudo - Fundação Nacional Alemã de Bolsas de Estudo, 1983-1990
- Bolsa de estudo - UK Parkinson's Disease Society, 1992-1994
- Prémio Ciência - Sociedade Austríaca da Doença de Parkinson, 1998 (Primeiro classificado)
- Prémio de Investigação em MSA - Oppenheimer Prize, 2004 (Primeiro classificado)
- Prémio de Investigação em MSA - Prémio JiePie Schouppe, 2014 (Primeiro classificado)
- Palestra inaugural de 2016 de Stephen Myers, Baltimore, EUA
- Johannes Tuba, Tiroler Ärztekammer, 2017
- Vencedor do prémio JP Schouppe por conquistas ao longo da vida em MSA, 2020
- Nomeado para o prémio Wittgenstein, 2020

## Bolsas de estudo no estrangeiro
- Instituto de Neurologia, Queen Square, Londres, Reino Unido (1992-1994)
- Divisão de Neuroepidemiologia, NINDS/NIH, Bethesda, EUA (1996)
- Laboratório da Função Autonómica, Hospital Nacional para Neurologia e Neurocirurgia, Queen Square, Londres, Reino Unido (2000)
- Grupo de Reparo Cerebral, Escola de Biociências, Universidade de Cardiff, Reino Unido (07/2004)
- Centro de Neurociências de Wallenberg, Secção de Restauração Neurologia, Lund, Alemanha (04/2005)
- Western General Hospital, Toronto, Canadá (07/2008)

## Publicações mais importantes
- Wenning et al. Brain 1994;117-835-845
- Wenning et al. Ann Neurol 1997,42:95-107
- Wenning et al. Lancet Neurol 2004; 3(2):93-103
- Wenning et al. Ann Neurol 2008;64:239-46
- Wenning et al. Lancet Neurol 2013;12:264-74
- Fanciulli & Wenning. N Engl J Med 2015; 372(3):249-63
- Krismer & Wenning. Nat Rev Neurol 2017; 17(13): 232-243